# Red e Toby nemiciamici
Red e Toby nemiciamici (The Fox and the Hound) è un film d'animazione del 1981 diretto da Art Stevens, Ted Berman, Richard Rich. Adattamento liberamente ispirato al romanzo The Fox and the Hound di Daniel P. Mannix, viene considerato il 24º Classico Disney secondo il canone ufficiale. Inoltre fu l'ultimo classico Disney in cui venne utilizzata completamente l'animazione tradizionale. A partire dal 25º classico Taron e la pentola magica, la tecnica di animazione tradizionale venne progressivamente affiancata dalla computer grafica.
Racconta l'amicizia fra Red, una piccola volpe orfana, e Toby, un piccolo cane da caccia. I due da piccoli sono molto amici, ma crescendo sono costretti a trasformarsi in preda e predatore. Toby infatti diventerà un cane da caccia, e ciò metterà in grave difficoltà l'amicizia col volpacchiotto.

## Trama
In un bosco, una volpe è costretta ad abbandonare il proprio cucciolo sotto una staccionata e per salvarlo si sacrifica facendosi colpire dagli spari dei cacciatori. Rimasto solo, il volpacchiotto viene trovato da un'amorevole gufa di nome Gran Ma', che con l'aiuto dei suoi amici, Cippi il passero e Sbuccia il picchio, fa in modo che la signora Tweed, un'anziana vedova che vive in una fattoria, lo trovi e lo adotti. Infatti, il piano funziona: la donna adotta il volpacchiotto, che decide di chiamare Red. Nel frattempo, il vicino di casa della signora Tweed, il cacciatore Amos Slade, torna a casa dal villaggio con Toby, un piccolo segugio, con l'intenzione di addestrarlo per farlo diventare un vero cane da caccia, assieme all'ormai anziano cane Vecchio Fiuto. 
Un giorno, Red e Toby si incontrano nel bosco lì vicino, e i due cominciano a giocare, diventando amici a e promettendosi amicizia eterna; i due passano dei bei momenti insieme, nonostante la forte antipatia tra i loro padroni. Arrivato l'autunno, Amos parte con i suoi cani per una battuta di caccia in montagna che durerà fino alla primavera seguente. Dopo aver salutato Toby, Red decide di aspettare che il suo amico ritorni per continuare a divertirsi con lui, ma Gran Ma' gli spiega che Toby è diverso da lui e che un giorno potrebbero trasformarsi in preda e predatore.
Durante l'inverno, Toby cresce e diventa un bravissimo cane da caccia e coltivando fedeltà e rispetto nei confronti dei suoi maestri, Fiuto e Amos. La primavera seguente, Red e Toby sono ormai diventati adulti; una sera, Red va a fare visita a Toby, siccome ha sentito a lungo la sua mancanza. Toby è felice di rivedere l'amico, ma allo stesso tempo gli dice di andare via prima che il suo padrone lo veda. Sfortunatamente, Vecchio Fiuto si sveglia; i latrati del grosso cane svegliano Amos che, alla vista della volpe, ordina ai suoi cani di fermarla. Toby riesce a trovare Red nascosto sotto una catasta di legno, ma ricordandosi della loro amicizia decide di lasciarlo andare. Red viene poi inseguito da Fiuto su un ponte ferroviario, ma improvvisamente arriva un treno: Red riesce a salvarsi e ad appiattirsi sui binari, mentre Fiuto viene investito dal treno, precipita giù dal ponte cadendo in un fiume sottostante e si rompe una zampa. Convinto che Red abbia cercato di uccidere Fiuto, Toby si arrabbia e giura vendetta contro la volpe, mettendo fine alla loro amicizia. Subito dopo, il furibondo Amos va alla casa della signora Tweed con l'intenzione di uccidere Red, ma la donna gli sbatte la porta in faccia. Ben presto, la signora Tweed capisce che Red non è più al sicuro a casa sua e così, seppur a malincuore, lo abbandona in una riserva dove la caccia è vietata. Inizialmente Red avrà alcune difficoltà ad ambientarsi, ma ben presto si abitua e Gran Ma’ gli fa conoscere Vicky, una splendida volpe di cui Red si innamora perdutamente e va a vivere con lei in una tana. 
Nel frattempo però, Amos e Toby, intenzionati a vendicare Fiuto, entrano nella foresta ignorando il divieto di caccia e piazzano delle trappole per uccidere la volpe. Fortunatamente, Red riesce ad evitare le trappole in modo furtivo. Tra Red e Toby scoppia un violento e rabbioso combattimento; poi Red si nasconde con Vicky in una tana. Mentre Toby scava furiosamente per entrare, Red e Vicky cercano di fuggire da un'uscita secondaria, ma vengono tenuti sotto tiro da Amos, che dà fuoco alla tana. Le due volpi però non si arrendono e riescono ad uscire illese saltando attraverso le fiamme e a scappare. Toby e Amos ripartono all'inseguimento, ma improvvisamente s'imbattono in un gigantesco e feroce orso grizzly, che si avventa sul cacciatore, il quale finisce intrappolato in una delle sue stesse tagliole. Toby combatte contro l'orso per difendere il padrone, ma viene ferito brutalmente; a quel punto, Red giunge in soccorso e combatte contro il grizzly: la lotta si rivela dura, ma alla fine, la volpe riesce a sconfiggere l'orso, che muore precipitando da una cascata, mentre Red riesce a sopravvivere e a raggiungere stremato la riva. In quel momento, arriva Amos, che punta il fucile contro Red per ucciderlo, ma Toby si frappone fra Red e il fucile per far capire al padrone che la volpe li ha salvati dall'orso, per cui non è il caso di ucciderla. Alla fine Amos si arrende e abbandona l'idea di uccidere la volpe. I due amici si sono riappacificati, ma allo stesso tempo sono arrivati entrambi ad una dolorosa presa di coscienza: hanno capito che purtroppo appartengono a due mondi diversi, ma nulla potrà mai cancellare il ricordo della loro amicizia. Si guardano sorridendo per non rivedersi mai più, sapendo che ognuno di loro dovrà fare la propria vita: Red rimarrà nella foresta insieme a Vicky, mentre Toby resterà con Amos e Fiuto. 
Tornati a casa, la signora Tweed fascia la gamba ferita di Amos, Vecchio Fiuto è guarito e Toby si addormenta ripensando alla sua amicizia con Red, che nel frattempo lo guarda da lontano nel bosco, insieme a Vicky.

## Personaggi

Red e Toby in un disegno concettuale

- Red (Tod): è la volpe protagonista del film. Rimane orfano quando è solo un cucciolo dopo che la madre viene uccisa dai cacciatori. Viene trovato e salvato prima dagli uccelli Cippi, Gran Ma' e Sbuccia e infine dalla signora Tweed che lo alleva e accudisce amorevolmente e alla quale Red si affeziona considerandola come una mamma. È giocherellone, allegro, coraggioso e spensierato, anche se un po' maldestro e pasticcione. Adora visitare il mondo che lo circonda essendo molto curioso e quando sono ancora piccoli, stringe una forte amicizia con il cagnolino Toby e una volta adulto si innamora della volpe Vicky. È doppiato in inglese da Keith Coogan (da cucciolo) e da Mickey Rooney (da adulto). Coogan fu accreditato come "Keith Mitchell".
- Toby (Copper): è il co-protagonista del film. è un cane da caccia, di razza Chien de Saint-Hubert. Viene adottato dal cacciatore Amos Slade. Vecchio Fiuto condivide con lui la cuccia e dopo un'iniziale gelosia nei suoi confronti gli si affeziona fino a fargli da mentore. È il migliore amico di Red. Inizialmente promette a Red amicizia eterna ma quando crescono diventano preda e predatore e dopo che Vecchio Fiuto si rompe gravemente una zampa, Toby accusa il suo amico di aver cercato di ucciderlo e giura vendetta contro di lui mettendo fine alla loro amicizia; alla fine però quando Red lo salva dall'attacco di un orso i due si riappacificano ma prendono strade diverse, capendo che appartengono a due specie diverse con ruoli diversi. Doppiato in inglese da Corey Feldman (da cucciolo) e Kurt Russell (da adulto).
- Vicky (Vixey): è una bella e gentile volpe che si innamora di Red, diventandone la compagna. Aiuta Red a conoscere e ad ambientarsi nella foresta, mostrandogli le sue bellezze. Red la protegge dagli attacchi di Slade e Toby. È doppiata in inglese da Sandy Duncan.
- Cippi (Dinky): è il passero amico di Red. È un uccello un po' ottuso ma simpatico che insieme a Sbuccia dà la caccia al bruco Ugo con l'intenzione di mangiarlo, ma fallendo ogni volta. È doppiato in inglese da Richard Bakalyan.
- Sbuccia (Boomer): è il picchio amico di Red, allegro e un po' maldestro. Insieme a Cippi dà la caccia al bruco Ugo, ma senza successo. È doppiato in inglese da Paul Winchell.
- Gran Ma' (Big Mama): è la civetta, grandissima amica di Red. Vuole molto bene a Red e lo assiste con i suoi consigli. Cerca senza successo, di avvisare Red che la sua amicizia con Toby può diventare pericolosa. Fa incontrare Red e Vicky. Pur essendo dichiarata una civetta, ha taglia e ciuffi auricolari di un gufo (ciò è dovuto a un errore di traduzione nel doppiaggio). È doppiata in inglese da Pearl Bailey.
- Ugo (Squeak): è un bruco verde che cerca sempre di scappare da Cippi e Sbuccia, i quali tentano sempre di divorarlo, fallendo ogni volta. Alla fine del film si trasforma in una farfalla celeste e vola via senza più preoccuparsi di venire divorato. In ogni versione è interpretato come sé stesso.
- Il porcospino: è un porcospino gentile e amichevole, che ospita Red nella sua tana, doppiato in inglese da John Fiedler.
- Il tasso: è un tasso burbero, ostile, solitario e scontroso che si dimostra scorbutico e prepotente nei confronti di Red, perché quest'ultimo è entrato senza permesso nella sua tana. È doppiato in inglese da John McIntire.
- La madre di Red: è una volpe che compare soltanto all'inizio del film, in cui abbandona Red per salvarlo dai cacciatori e dai loro cani.
- Signora Tweed (Widow Tweed): è un'anziana ed amorevole vedova, padrona di Red. Trova per caso Red vicino a casa sua (perché attirata da Cippi e Sbuccia) e lo prende con sé, affezionandosi molto a lui. Sebbene voglia molto bene a Red, è costretta ad abbandonarlo nella foresta per salvarlo da Amos Slade. È doppiata in inglese da Jeanette Nolan.
- Amos Slade: il principale antagonista del film; è un anziano cacciatore paranoico, egoista, malvagio e crudele, nonché padrone affezionato di Toby e Vecchio Fiuto e vicino di casa della signora Tweed. Tenta più volte di uccidere Red, che entra spesso nel suo ranch. Alla fine capisce la forte amicizia che lega Red a Toby e decide di lasciarlo vivere. È doppiato in inglese da Jack Albertson.
- Vecchio Fiuto (Chief): l'antagonista secondario del film, è il cane "maestro" di Toby, un cane lupo cecoslovacco. Sebbene sia malvagio e crudele verso Red, che odia moltissimo si dimostra protettivo e gentile con Toby, facendolo diventare un bravo cane da caccia anche se un po' geloso che Toby sia diventato un suo pari. Si rompe la zampa sinistra posteriore venendo investito da un treno e precipitando da un ponte ferroviario per poi riprendersi rimanendo zoppo. È doppiato in inglese da Pat Buttram.
- L'orso Grizzly (Bear): l'antagonista terziario del film, è un grosso e ferocissimo orso nero dagli occhi rossi. Appare verso la fine del film, dove attacca Amos e Toby, che vengono salvati da Red. Perde la vita precipitando da una cascata.

## Produzione
La produzione del film è iniziata nel 1977; vi hanno lavorato 180 persone, tra cui 24 animatori. Ai vecchi animatori della Disney, come Don Bluth (non accreditato, che di lì a poco avrebbe infatti lasciato la produzione, avendo già lasciato la Disney da qualche tempo e iniziato a intraprendere la sua carriera in proprio), se ne sono aggiunti altri che hanno terminato il lavoro, tra cui Tim Burton e Brad Bird. Il film è costato 12 milioni di dollari ed è stato realizzato con 350 000 disegni e 110 sfondi dipinti a mano. Il romanzo di Mannix è stato in gran parte modificato per rendere la storia più adatta alle famiglie. Durante la produzione è morto l'animatore Cliff Nordberg.

## Distribuzione
Uscito nei cinema statunitensi il 10 luglio 1981, il classico Disney uscì nei cinema italiani il 19 novembre 1981. Venne ridistribuito nel 1988.

### Edizioni home video

#### VHS
La prima edizione VHS uscì in Italia nel febbraio 1995. La stessa edizione VHS venne ristampata nell'agosto 1997 e nel novembre 2001.

#### DVD
La prima edizione DVD uscì nel novembre 2001 assieme all'ultima edizione VHS. Il 3 settembre 2003 il DVD della prima edizione fu incluso nel cofanetto I migliori amici a 4 zampe con Oliver & Company e Gli Aristogatti. La seconda edizione DVD uscì nel 2007.

#### Blu-ray
La prima edizione in Blu-Ray è uscita nel novembre 2012. Presenta il film restaurato in un'edizione semplice, senza contenuti speciali di rilievo.

## Accoglienza

### Incassi
Il film ha incassato 63,4 milioni di dollari nel Nord America.

### Critica
Su Rotten Tomatoes il film ha un punteggio di approvazione del 78% con una media di 6,5/10 basata su 28 recensioni. Il sito cita «The Fox and the Hound è uno sforzo simpatico, affascinante e senza pretese che riesce a trascendere la sua trama sottile e prevedibile». Metacritic ha assegnato al film un punteggio di 65/100 sulla base di 15 recensioni, indicando "recensioni generalmente favorevoli".
Richard Corliss della rivista Time ha elogiato il film per la sua storia intelligente sul pregiudizio, sostenendo che dimostra che atteggiamenti distorti possono avvelenare anche le relazioni più profonde, e il suo finale agrodolce trasmette al pubblico un messaggio morale potente e importante. Anche Roger Ebert del Chicago Sun-Times lo ha elogiato, dicendo: «Nonostante tutte le sue qualità familiari, questo film segna una sorta di svolta per lo studio Disney, e il suo movimento è in una direzione interessante. The Fox and the Hound è uno di quei film d'animazione Disney relativamente rari che contiene una lezione utile per il pubblico più giovane. Non si tratta solo di simpatici animali, avventure spaventose e un lieto fine; è anche una meditazione piuttosto ponderata su come la società determina il nostro comportamento».
Michael Scheinfeld di Common Sense Media ha assegnato al film una valutazione di 4 stelle su 5, affermando: «Si sviluppa in un esame attento dell'amicizia e include alcuni temi maturi, in particolare la perdita». James Kendrick di Q Network Film Desk ha affermato che «non è uno dei migliori sforzi dello studio, ma rimane comunque un prodotto affascinante di un'era di sconvolgimenti, nonché un'affermazione significativa sulla natura del pregiudizio». John J. Puccio di Movie Metropolis ha affermato che «è molto dolce e senza dubbio un piacere per i bambini, ma l'ho trovato piuttosto lento e noioso». Rob Humanick di Slant Magazine ha assegnato al film 3 stelle e mezza su cinque, sottolineando che era il punto di transizione tra i restanti animatori originali da Biancaneve e i sette nani alla nuova generazione, affermando che «i risultati hanno raccolto le migliori qualità di entrambi i gruppi» e che «Il risultato è un lavoro di equilibrio colto, sicuro e trionfante determinazione da matricola, non lontano (nello stile o nella qualità) da altri lavori di riferimento, come il già citato Biancaneve o Toy Story della Pixar».

## Riconoscimenti
- 1982 - Saturn Award
  - Candidatura al miglior film fantasy
- 1982 - Young Artist Awards
  - Candidatura al miglior film commedia o fantasy per la famiglia
- 1982 - Golden Screen
  - Golden Screen

## Midquel
Nel 2006 il film ha avuto un midquel direct-to-video: Red e Toby 2 - Nemiciamici. Il film prende luogo quando Red e Toby sono ancora piccoli e molto migliori amici.